# Waldbart

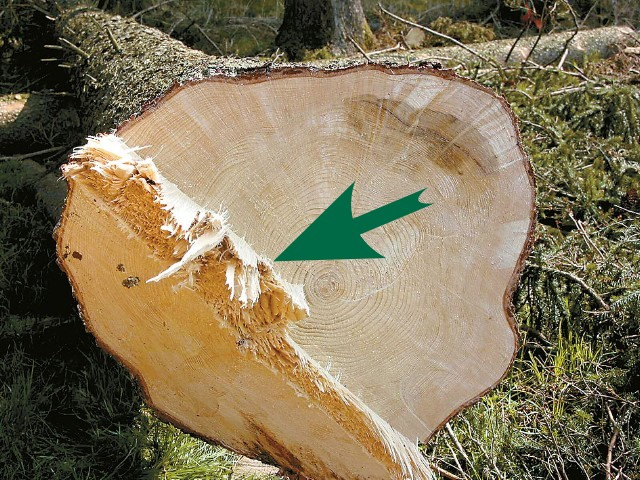
Waldbart am Stamm einer gefällten Fichte

Als Waldbart wird in der Forstwirtschaft der am Stamm eines gefällten Baumes verbliebene, ausgefranste Rand der Bruchleiste bezeichnet. Hierbei handelt es sich um Holzteile, die beim Fällen des Baumes aus dem Stock gerissen werden. Der Waldbart wird im Zuge des anschließenden Aufarbeitens des Stammes ebenso entfernt wie die Wurzelanläufe. Das Auftreten eines Waldbarts an der Bruchleiste ist meist ein Hinweis auf eine gute und sichere Fälltechnik.